# 피에트로 로시

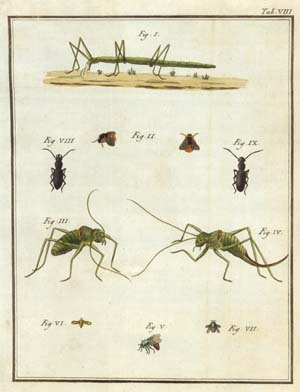
1790년의 《Fauna Etrusca》

피에트로 로시(Pietro Rossi, 1783년 ~ 1804년 12월 21일)는 이탈리아의 과학자이자 곤충학자였다.
로시의 대학 경력은 피사 대학교에서 수행되었다. 1759년에 그곳에서 철학과 의학으로 박사학위를 달성했다. 그를 세계 최초의 곤충학 교수로 만든 "곤충학" (Insectology)으로 1801년에 자연사 학장자리를 받기 전에 1763년에서 1801년까지 논리학 교수를 했다. 그의 출판물 중 특히 Fauna etrusca (1790년)과 Mantissa insectorum (1792년)은 곤충학의 선구적인 업적으로서 간주되며, 그것은 아직도 분류학과 생물 분류를 위한 과학적인 타당성을 유지하고있다. 그의 저작물 중 일부가 한때 브라운슈바이크에 조한 크리스천 루드윅 헬윅의 소유였으며 이것들은 현재 베를린에 있는 자연사 박물관 (Museum für Naturkunde)에 있다.
1793년에, 그는 스웨덴 왕립 과학원의 외국인 회원으로 선출되었다.
그의 죽음 후 피에트로 로시 곤충학 박물관 (Museo entomologico Pietro Rossi)은 밀라노에 있는 밀라노 시립 자연사 박물관 (Museo Civico di Storia Naturale de Milan)과 통합되었다.

## 참고
- R. Poggi/B. Baccetti: Pietro Rossi, naturalista toscano del '1700. In: Accademici e qualche precursore, UN sguardo retrospettivo sull'entomologia italiana. Accademia Nazionale Italiana di Entomologia, Celebrazioni by i 50 anni di attività, Florenz 2001, p.7-38